# Schreckensteinia erythriella
Schreckensteinia erythriella är en fjärilsart som beskrevs av James Brackenridge Clemens 1860. Schreckensteinia erythriella ingår i släktet Schreckensteinia och familjen konkavmalar, Schreckensteiniidae. Inga underarter finns listade i Catalogue of Life.